# Artur Politajew
Artur Denysowycz Politajew (ukr. Артур Денисович Політаєв; ur. 24 września 1996) – ukraiński zapaśnik startujący w stylu klasycznym. Zajął siedemnaste miejsce na mistrzostwach świata w 2023 roku. 
Ósmy na mistrzostwach Europy w 2024. Piąty w indywidualnym Pucharze Świata w 2020. Siódmy w Pucharze Świata w 2016. Trzeci na MŚ U-23 w 2019, a także na ME U-23 w 2017 i 2019 roku.